# Église Saint-Martin d'Yvrencheux
L'église Saint-Martin d'Yvrencheux est une église paroissiale située dans le village d'Yvrencheux à l'ouest du département de la Somme au nord-est d'Abbeville.

## Historique
L'église d'Yvrencheux était, à l'origine, la chapelle seigneuriale, fondée en 1425 par le seigneur du village. À la Révolution française, cette chapelle devint l'église paroissiale de la commune. La nef fut construite par la suite.

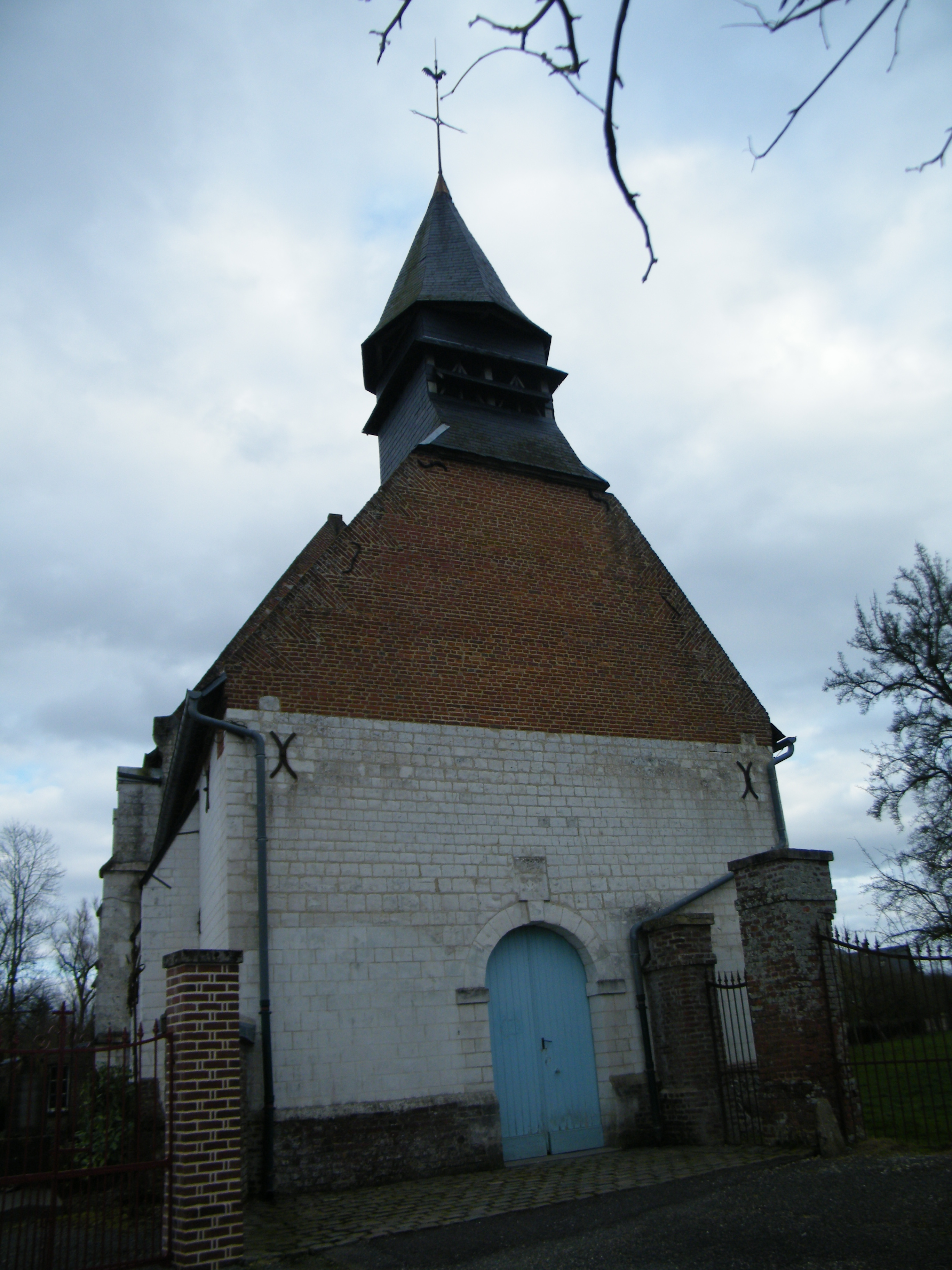

## Caractéristiques

### Extérieur
L'église fut construite en pierre au XVIe siècle, selon un plan basilical traditionnel. Le chœur plus élevé que la nef est de style gothique flamboyant. La nef de trois travées se termine par une façade très sobre en pierre pour la partie basse, en brique pour la partie haute. Elle est surmontée d'un clocher recouvert d'ardoises.

### Intérieur
L'église conserve plusieurs œuvres d'art et objets protégés en tant que monuments historiques parmi lesquelles :
- un groupe sculpté de la Vierge de Pitié en bois polychrome, du XVIe siècle, classée monument historique au titre d'objet, arrêté du 1er août 1939. Il a été restauré en 2003 par l'Atelier Le Sciapode[3] ;
- une statue de Christ en croix provenant d'une poutre de gloire du XVIe siècle, protégée en tant que monument historique, au titre d'objet, inscription par arrêté du 28 octobre 1984[4].
- une statue de sainte Catherine en bois du XVIIe siècle, protégée en tant que monument historique, au titre d'objet, inscription par arrêté du 28 octobre 1984[5] ;
- une statue de sainte Marguerite d'Antioche, en bois peint des XVIe – XVIIe siècle, protégée en tant que monument historique, au titre d'objet, inscription par arrêté du 28 octobre 1984[6] ;
- une statue de saint Jean-Baptiste, en bois polychrome des XVIe – XVIIe siècle, protégée en tant que monument historique, au titre d'objet, inscription par arrêté du 28 octobre 1984[7] ;
- une statue de saint Eloi en bois peint du XVIIe siècle, protégée en tant que monument historique, au titre d'objet, inscription par arrêté du 28 octobre 1984[8] ;
- statue de saint André, en bois peint (début du XIXe siècle)[9] ;
- une statue de saint Hubert en bois (XIXe siècle)[10] ;
- des fragments de retable, deux anges et une colombe en bois (XVIIIe siècle)[11] ;
- trois dalles funéraires de la famille d'Aumale, en pierre (XVIIIe siècle), seigneurs d'Yvrencheux[12].
- trois verrières représentant le Songe de saint Martin, le Rosaire et le Sacré-Cœur (fin XIXe siècle)[13].